# Scott Thomas (basketballer)
Scott Steven Thomas (Marion, 20 november 1989) is een Amerikaans voormalig basketballer.

## Carrière
Thomas speelde collegebasketbal voor de Bowling Green Falcons van 2008 tot 2012. Hij werd niet gekozen in de NBA-draft van 2012 en tekende een contract in de Duitse tweede klasse bij Cuxhaven BasCats. Na een seizoen tekende hij bij de Antwerp Giants voor het seizoen 2013/14 maar speelde door een zware blessure en operatie maar veertien wedstrijden voor de Giants. In 2014 tekende hij bij reeksgenoot Limburg United waar hij twee seizoenen speelde. Hij ging in 2016 voor een eerste keer met pensioen.
In 2017 keerde hij terug bij Spirou Charleroi en speelde er een seizoen. Na het seizoen bij Charleroi ging hij voor een tweede keer met pensioen. In 2020 tekende hij een contract bij New Heroes Basket in Nederland maar speelde door een beenbreuk uiteindelijk geen wedstrijden voor hen.